# CMYK

Barvy modelu CMYK

Subtraktivní míchání barev

CMYK je barevný model založený na subtraktivním míchání barev (mícháním od sebe barvy odčítáme, tedy omezujeme barevné spektrum, které se odráží od povrchu). CMYK se používá především u reprodukčních zařízení, která barvy tvoří mícháním pigmentů (např. inkoustová tiskárna). Druhým ze známých barevných modelů je RGB. Model CMYK obsahuje čtyři základní barvy:
- azurovou (Cyan);
- purpurovou (Magenta);
- žlutou (Yellow);
- černou (Key, případně blacK)[pozn. 1]

V ideálním případě by byly postačující pouze první tři barvy (model CMY), jejichž subtraktivním složením dohromady by měla vzniknout černá barva. Ve skutečnosti však při použití reálných barviv vznikne barva tmavě hnědo-šedivá. Zároveň je samostatná černá barva oproti míchání všech jednotlivých barev výrazně ekonomičtější, proto většina tiskových technik používá ještě čtvrtou, černou barvu.

## Motivace promodel CMYK
Například každý pixel digitální fotografie je vyjádřen třemi hodnotami barevného modelu RGB (červená, zelená, modrá), tj. množstvím jednotlivých barevných složek světla dopadajícího na senzory přístroje (ať už scanneru nebo fotoaparátu). Fotoaparát tedy vytváří obraz na základě metody aditivního míchání světel – smícháme-li světla dvou barev, nová barva vznikne na základě sloučení jejich spektra (smícháním všech barev pak vznikne bílá).
Tisk však probíhá metodou subtraktivního míchání barviv, která pracuje opačně – smícháním dvou pigmentů omezíme barevné spektrum odráženého světla jen na tu část, která se nevyskytuje ve spektru žádného pigmentu (po smíchání všech pigmentů se tedy nebude odrážet nic a vznikne černá). Přitom protiklady červeného, zeleného a modrého světla je právě azurové, purpurové a žluté barvivo. Např. žluté světlo vznikne kombinací červené a zelené, tedy mu chybí modrá část spektra; žlutý pigment proto právě modrou pohlcuje a při dopadu bílého světla tak odrazí zpět pouze kombinaci červené a zelené složky – tedy žlutou.

## Převod barev
Před tiskem RGB obrázku je tedy nutné ho převést do barevného prostoru (režimu) CMYK. O tento proces se stará buď ovladač tiskárny, v profesionálním tisku pak tzv. RIP (Raster Image Processor). Ovšem jako není dokonalý model RGB, ani CMYK nepokrývá celou část barevného spektra, určitou část barevného spektra tedy zařízení pracující ve CMYKu není schopno zobrazit. To je patrné z následujícího srovnání barevného spektra RGB a CMYK:
| RGB barvy | CMYK barvy |

Tisk doplňkových barev (sytá červená, sytá zelená a sytá modrá) je většinou nemožný. Je to způsobeno zejména právě tím, že monitor přímo vyzařuje světlo, kdežto výtisk světlo odráží. Díky vnímání barev v kontextu však není toto omezení ve výsledku obvykle patrné.

## Polotóny (Rastrování)
Kvůli polotónům v tisku CMYK musíme vzít v úvahu nižší sytosti základních barev; drobné tečky (každé základní barvy) jsou tištěny v natolik malém formátu, aby je lidské oko zachytilo jako jednu barvu. Například z purpurové tištěné s 20 % rastrem, vzniká růžová barva, protože naše oko vnímá drobounké tečky purpurové a bílý papír mezi nimi jako zesvětlení a tudíž méně nasycené barvou čistého inkoustu purpurové.
Bez polotónového rastru by mohl být proces tří základních barev tištěn jen jako pevný blok barev a z toho důvodu by vznikalo pouze šest barev: tři základní samy o sobě plus tři komplementární barvy tvořeny vrstvením dvou základních – azurová a žlutá = zelená; azurová a purpurová = nafialovělá modrá; žlutá a purpurová = červená (tyto substraktivní komplementární barvy se zhruba shodují s aditivními základními barvami). Díky autotypii máme k dispozici plnou škálu barev.

## Úhel tiskového (autotypického) rastru
Pro zdokonalení kvality tisku a reprodukce obrazu jsou dány pro jednotlivé barvy specifické úhly. Ačkoli tyto úhly závisí na počtu použitých barev a volbě obsluhy tisku, jsou pro proces CMYK tisku typické následující úhly:
Pozn. úhly nezávisí na počtu barev; zmíněné úhly jsou optimální, aby se zabránilo tzv. moaré, tedy interferencím mezi frekvencemi rastrů. Optimální odstup je 30 stupňů, který se však neuplatňuje typicky pro žlutou – kde je interference nejméně viditelná.
| C | 75° | 15° | 105° |
| M | 15° | 45° | 75°  |
| Y | 0°  | 0°  | 90°  |
| K | 45° | 75° | 15°  |

## Proč černý inkoust
Černá, generovaná smícháním azurové, purpurové a žluté je nedostačující, tudíž čtyřbarevný tisk využívá černého inkoustu k doplnění substraktivního základu. Běžné důvody používání černého inkoustu:
- Text je ve většině případů tištěn černě a obsahuje drobné detaily (např. serifové písmo), proto by reprodukce textu nebo jemných kontur s využitím pouhých tří barev vyžadovala precizní soutisk.
- Kombinace 100 % azurového, purpurového a žlutého inkoustu prosakuje papír tak, že schnutí je pomalejší a někdy také nepraktické.
- Kombinování 100 % azurového, purpurového a žlutého inkoustu má často výsledek nečisté hnědé barvy, která se zcela nejeví jako černá. Přimícháním černého inkoustu se absorbuje více světla a docílíme „černější“ černé.
- Černý inkoust je méně nákladný než příslušné množství barevných inkoustů.

Pokud vyžadujeme velmi tmavou plochu, je dobré nejprve nanášet barevné nebo šedé CMY „navrstvení“ a poté nahoru vrstvu černé. Tuhle metodu nazýváme bohatá černá. Černá tvořená z CMY inkoustů je někdy nazývaná jako kombinovaná černá.
Množství černé, která se užívá k nahrazení množství ostatních barev je různé a výběr záleží na samotné technologii tisku, potiskovaném materiálu (papíru) a tiskové barvě. Procesy nazývané odstranění nižší barevnosti, přidávání barevnosti a nahrazení šedé komponenty se využívají v závislosti na různorodých návodech CMYK a výsledným požadavkem tisku.

## Další barevné modely protisk
CMYK neboli tzv. stabilizovaný čtyřbarvotisk se liší od tisku „přímých barev“ v použití specifické barvy, na které závisí vzhled na papíře. Některé tiskárny jsou schopny pracovat ve stejném časovém intervalu se čtyřbarevnou metodou inkoustu a doplňkovými body (tečky) barevného inkoustu zároveň. Vysoce kvalitní tiskoviny, jako například marketingové brožury a knihy, mohou obsahovat fotografie vyžadující proces barevného tisku, jiné grafické efekty jako tisk přímých barev (metalická barva) a lakování a laminování, které zvyšují vzhled tištěných děl.
CMYK proces tisku má často relativně malý barevný gamut. Šestibarevný tisk (CMYKOG) hexachrom patentovaný firmou Pantone slibuje větší gamut. Navíc, světlo nasycené barvami nemůže být obvykle tvořeno CMYKem, protože světlé barvy mají celkově viditelnou půltónovou skladbu. Použitím CcMmYk procesu a přídavným jasem azurových a purpurových inkoustů do CMYKu je možné tyto problémy vyřešit. Tohoto postupu se využívá také u mnohých inkoustových tiskáren, které tento model zahrnují.

## Porovnání sRGB
Porovnání zobrazení v RGB a tisku v modelu CMYK je komplikované, jelikož se jedná o technologie s naprosto odlišnými vlastnostmi. Zatímco laserové nebo inkoustové tiskárny tisknou s určitým rozlišením označovaným jako DPI (dots per inch, body na palec), grafika na obrazovce je zobrazována v rozlišení udávaném jako PPI (pixels per inch, pixely na palec). Zatímco na monitoru lze jeden pixel zobrazit jako kombinaci mnoha různých odstínů RGB (obvyklých 256 intenzit od každé složky tvoří celkem přibližně 16,7 milionů možných odstínů), tiskárna si musí vystačit pouze se čtyřmi odstíny CMYK (od každé složky právě jeden odstín) a efektu různých barev může dosáhnout pouze užitím různých „optických triků“, jako jsou kolísání (dithering) nebo polotón (clonění, halftone). Je zřejmé, že užitím těchto optických technik je výsledná kvalita tisku nižší, než by se mohlo podle hodnoty DPI zdát.

## Konverze
Jelikož jsou barevné prostory RGB a CMYK závislé na zařízení, není jednoduché určit obecnou konverzi, která by mezi nimi umožňovala převody. Konverze jsou vesměs dány správou barevných systémů, jež využívají barevné profily. Přesto však nemůže být konverze zcela přesná, poněvadž jsou zde patrny velmi odlišné gamuty.
Problém v operačním a metrickém odhadu barev vyplývá z rozmanitosti kombinací tiskařského inkoustu, který zajímá mnohé vědce. Obecná metoda objevená v případě polotónového tisku spočívá v ošetření každého nepatrného překrytí barevných bodů jako jeden z 8 (kombinací CMY) nebo z  (kombinací CMYK) barev, které jsou v tomto kontextu známy jako Neugebauerovy základy. Výsledné barvy by byly zatíženy metrickou kombinací těchto základních barev, vyjma Yule-Nielsenova efektu („nárůst tiskového bodu“) rozložení světla mezi a uvnitř oblastí komplikuje fyzika a analýza; empirické formule takovéto analýzy už byly vynalezeny, kvůli potřebě detailnosti kombinací barev absorpčního spektra a empirických parametrů.